# International Pentecostal Holiness Church
International Pentecostal Holiness Church (IPHC) är ett pentekostalt trossamfund med omkring fyra miljoner medlemmar, med ursprung i två stora väckelserörelser, helgelserörelsen på 1800-talet och pingstväckelsens genombrott i början av 1900-talet.
Abner Blackmon Crumpler, en metodistisk evangelist i North Carolina, bildade 1897 den tvärkyrkliga helgelserörelsen Pentecostal Holiness. Den första församlingen med namnet Pentecostal Holiness Church bildades året därpå i Goldsboro, North Carolina.
Ordet "Pentecostal" ströks ur namnet 1903 men återinfördes 1909 efter inflytande från den frambrytande pingstväckelsen på Azusa Street i Los Angeles.

## Samgående och splittring
1911 (Fire-Baptized Holiness Church) och 1915 (Tabernacle Pentecostal Church) anslöt sig två andra pingstkyrkor. Efter dessa samgåenden hade Pentecostal Holiness Church (PHC) omkring 200 lokala församlingar med sammanlagt 5 000 medlemmar.
1918 hoppade en rad medlemmar av kyrkan, i protest mot vad man ansåg vara en för liberal syn på klädedräkt, nöjen, tobak och samröre mellan könen. Avhopparna bildade Pentecostal Fire-Baptized Holiness Church.
PHC lärde vid denna tid att de troende enbart borde förlita sig på förbön och inte använda läkarvård och medicin. En grupp som inte delade denna uppfattning lämnade 1920 kyrkan och bildade följande år Congregational Holiness Church.
1949 sprack frågan om samgående med United Holy Church (UHC) på frågan om UHC:s (mestadels svarta) medlemmars rätt att studera vid PHC:s skolor.
1967 anslöt sig Chiles största pingstkyrka, Iglesia Metodista Pentecostal de Chile (IMPCH), till PHC och 1975 lade man (bland annat därför) till namnet "International" till namnet.
IHPC höll sin första världskongress i september 1990, i Jerusalem, Israel.
1995 anslöt sig Igreja Metodista Wesleyana (IMW) i Brasilien till IHPC.

## Lära
Sedan 1908 har PHC tillämpat följande fem teologiska grundbultar:
- Rättfärdiggörelse genom tro
- Fullständig helgelse
- Andedop åtföljt av tungotal
- Jesu offerdöd för våra sjukdomar och synder
- Kristi återkomst före tusenårsriket

Bland de lokala församlingarna finns olika praxis, till exempel när det gäller dop (troendedop eller begjutning av spädbarn) och fottvagning.

## Ekumeniska relationer
IPHC är ansluten till 
- National Association of Evangelicals
- Christian Churches Together in the USA
- Pentecostal and Charismatic Churches of North America
- Pentecostal World Fellowship
- World Pentecostal Holiness Fellowship

## Ledare (superintendenter) för (I)HPC
- 1898–1908 Ambrose Blackmon Crumpler
- 1908–1911 A H Butler
- 1911–1913 Samuel Daniel Page
- 1913–1917 George Floyd Taylor
- 1917–1946 Joseph Hillery King
- 1937–1950 Daniel Thomas Muse
- 1945–1969 Joseph Alexander Synan
- 1945–1946 Hubert Talmage Spence
- 1946–1949 Paul Franklin Beacham
- 1946–1953 Thomas Alexander Melton
- 1953–1957 Oscar Moore
- 1969–1981 Julius Floyd Williams
- 1981–1989 Leon Otto Stewart
- 1989–1997 Bernard Edward Underwood
- 1997–2009 James Daniel Leggett
- från 2009 Ronald Carpenter Sr

## Kända medlemmar
Ett par kända pastorer som började sin bana i IPHC är Oral Roberts och Charles Stanley.